# 松平乗寛
松平 乗寛（まつだいら のりひろ）は、江戸時代中期から後期にかけての大名・老中、三河国西尾藩3代藩主。大給松平家宗家13代。官位は従四位下・侍従、和泉守。

## 略歴
2代藩主・松平乗完の長男として誕生。寛政5年（1793年）10月、17歳で家督を相続した。乗寛が襲封した当時、藩財政は極度に悪化しており、藩士に対して高100石につき1割の上米と、増手当米の支給を停止した。農民に対しては、先納金の借り置きや調達金の元利の据え置き、支払うべき先納金の5年間の再延期を命じた。しかし、天保の飢饉のため効果を上げることはなかった。幕府では寺社奉行を2期務め、京都所司代を経て老中に就任した。
天保10年（1839年）に死去し、家督は長男・乗全が継いだ。

## 年表
- 1777年（安永6年） 生誕
- 1809年（文化6年） 寺社奉行
- 1813年（文化10年） 辞任
- 1815年（文化12年） 寺社奉行再任
- 1818年（文政元年） 京都所司代
- 1822年（文政5年） 老中に就任。
- 1839年（天保10年） 在職中死去。享年63

## 系譜
父母
- 松平乗完（父）
- 房姫 - 松平武元の娘（母）

正室
- 阿部正倫の娘

側室
- 仙松院 - 伊東氏

ほか
子女
- 松平乗全（長男）生母は正室
- 牧野忠恭（三男）[1]
- 松平乗秩（四男）生母は仙松院（側室）
- 牧野忠衛[2]
- 水野忠義正室、生母は正室
- 松平某室
- 松平信恵室